# Marosszentjakab
Marosszentjakab (románul: Sâniacob) falu Romániában, Maros megyében.

## Története
1300-ban Scent Jacob néven jelentkezik először a forrásokban.
A trianoni békeszerződésig Alsó-Fehér vármegye Marosújvári járásához tartozott.

## Népessége
2002-ben 38 lakosa volt, ebből 30 román és 8 magyar.

## Vallások
A falu lakói közül 31-en ortodox és 7-en református hitűek.